# Historische Kommission für Schlesien
Die Historische Kommission für Schlesien besteht aus Wissenschaftlern verschiedener Fachdisziplinen, die als ordentliche bzw. korrespondierende Mitglieder berufen werden. Die Kommission befasst sich mit der Kultur und Geschichte Schlesiens sowie Ostmitteleuropas. Neben eigenen Forschungsvorhaben fördert sie auch Projekte und den wissenschaftlichen Austausch mit tschechischen und polnischen Wissenschaftlern. Erster Vorsitzender ist derzeit der Stuttgarter Historiker Joachim Bahlcke.

## Geschichte
Die Gründung der Historischen Kommission für Schlesien wurde vom Verein für Geschichte Schlesiens gefördert. Sie wurde 1921 in Breslau gegründet und zunächst überwiegend von Vertretern der Schlesischen Friedrich-Wilhelms-Universität Breslau sowie dem Breslauer Staatsarchiv getragen. Erster Vorsitzender war der Mediävist Robert Holtzmann, Zweiter Vorsitzender der Breslauer Staatsarchivdirektor Konrad Wutke. Die Geschäftsstelle befand sich im Breslauer Staatsarchiv in der Tiergartenstraße (jetzt ulica Marii Curie-Skłodowskiej).
Vorrangig wurden zunächst biographische Nachschlagewerke sowie das Schlesische Urkundenbuch bearbeitet. Im Herbst 1933 musste der damalige Vorsitzende Franz Xaver Seppelt aus politischen Gründen von seinem Amt zurücktreten. Durch Vorstandsbeschluss vom 15. Januar 1934 folgte ihm Hermann Aubin, der sich schon bald mit den Zielen und Methoden des NS-Regimes identifizierte und die staatlich verhängten Beschränkungen der Herausgebertätigkeit nicht verhinderte. Neben Druckverboten waren z. B. die Untersuchungen zum Schlesischen Klosterbuch oder zur Säkularisation der Klöster nicht erwünscht. Während des Zweiten Weltkriegs wurde die Anzahl der Mitarbeiter durch Einberufungen zur Wehrmacht deutlich reduziert. Bei Kriegsende 1945 gingen zahlreiche Manuskripte in der Schlacht um Breslau verloren. Durch Flucht und Vertreibung kam die Arbeit der Kommission 1945 zum Stillstand.
Zu einer Wiederaufnahme der Vorhaben kam es ab 1950. Nach längerer Vorbereitung wurde in Verbindung mit dem Deutschen Historikertag in Marburg eine Hauptversammlung der Mitglieder einberufen, die am 15. September 1951 stattfand. Zugleich wurden die Satzungsänderungen beraten und gebilligt. Als Sitz wurde Marburg festgelegt, wo sich der Johann Gottfried Herder-Forschungsrat befindet, der u. a. als Dachorganisation für die ostdeutschen Historischen Kommissionen bestimmt wurde. Erster Vorsitzender wurde Herbert Schlenger, zweiter Vorsitzender Ludwig Petry.
Ab den 1960er Jahren knüpften Mitglieder der Kommission durch persönliche Kontakte Beziehungen zu polnischen und tschechischen Wissenschaftlern. Nach der politischen Wende und den Verhandlungen am Runden Tisch von 1989/90 wurden gemeinsame Forschungsprojekte mit den entsprechenden polnischen und tschechischen Institutionen aufgenommen. Eine herausragende Bedeutung kommt den jährlich stattfindenden Tagungen sowie den Buch- und Internetpublikationen zu. Sie leisten einen großen Beitrag zum Austausch des Forschungsstandes sowie zum gegenseitigen Verständnis.
Die Kommission ist im Buch „Die Arbeit des Forschungsverbundes Ostmitteleuropa in den Jahren 1990-1996“ und in verschiedenen Berichten der Bundesregierung zur Arbeit nach § 96 BVFG als eine von sieben Historischen Kommissionen aufgeführt.

## Veröffentlichungen (Auswahl)

### 1921–1945
- Regesten zur Schlesischen Geschichte (gemeinsam mit dem Verein für Geschichte Schlesiens)
  - 1334–1337 = Codex diplomaticus Silesiae XXIX, hrsg. von Konrad Wutke, 1922/1923
  - 1338–1342 = Codex diplomaticus Silesiae XXX, hrsg. von Konrad Wutke, 1925/1930
- Quellen zur Schlesischen Handelsgeschichte bis 1526 (gemeinsam mit dem Verein für Geschichte Schlesiens), 1940
- Schlesische Lebensbilder, Bände 1–5
- Schlesisches Urkundenbuch (geleitet von Leo Santifaller)
- Schlesische Bibliographie
- Einzelschriften zur Schlesischen Geschichte

Bis 1935, danach eingestellt wegen des „Verdachts einer reaktionär-klerikalen Geschichtsforschung“:
- Schlesisches Klosterbuch
- Untersuchungen über die Säkularisation der Klöster

### Seit der Wiedergründung 1951
- Schlesische Bibliographie
- Geschichte Schlesiens
  - Band 1: Vor der Urzeit bis zum Jahre 1526,  hrsg. von Ludwig  Petry, Josef Joachim Menzel, Winfried Irgang Stuttgart 1961 Neuauflage Thorbecke, 2000 ISBN 3-7995-6341-5 Inhaltsangabe
  - Band 2: Die Habsburgerzeit 1526–1740
  - Band 3: Preußisch-Schlesien 1740–1945, Österreichisch-Schlesien 1740–1918/45
- Quellen und Darstellungen zur schlesischen Geschichte
- Schlesische Lebensbilder, ab Band 6
- Schlesisches Urkundenbuch. Im Auftrag der Historischen Kommission für Schlesien hrsg. von Heinrich Appelt und Josef Joachim Menzel, 3.  Band: 1251–1266; bearbeitet von Winfried Irgang, Verlag Hermann Böhlaus Nachf., Wien–Köln 1984.